# Liste des accessoires de la Nintendo 64
Cet article dresse la liste des accessoires officiels conçus pour la console Nintendo 64.

## Manette de jeu

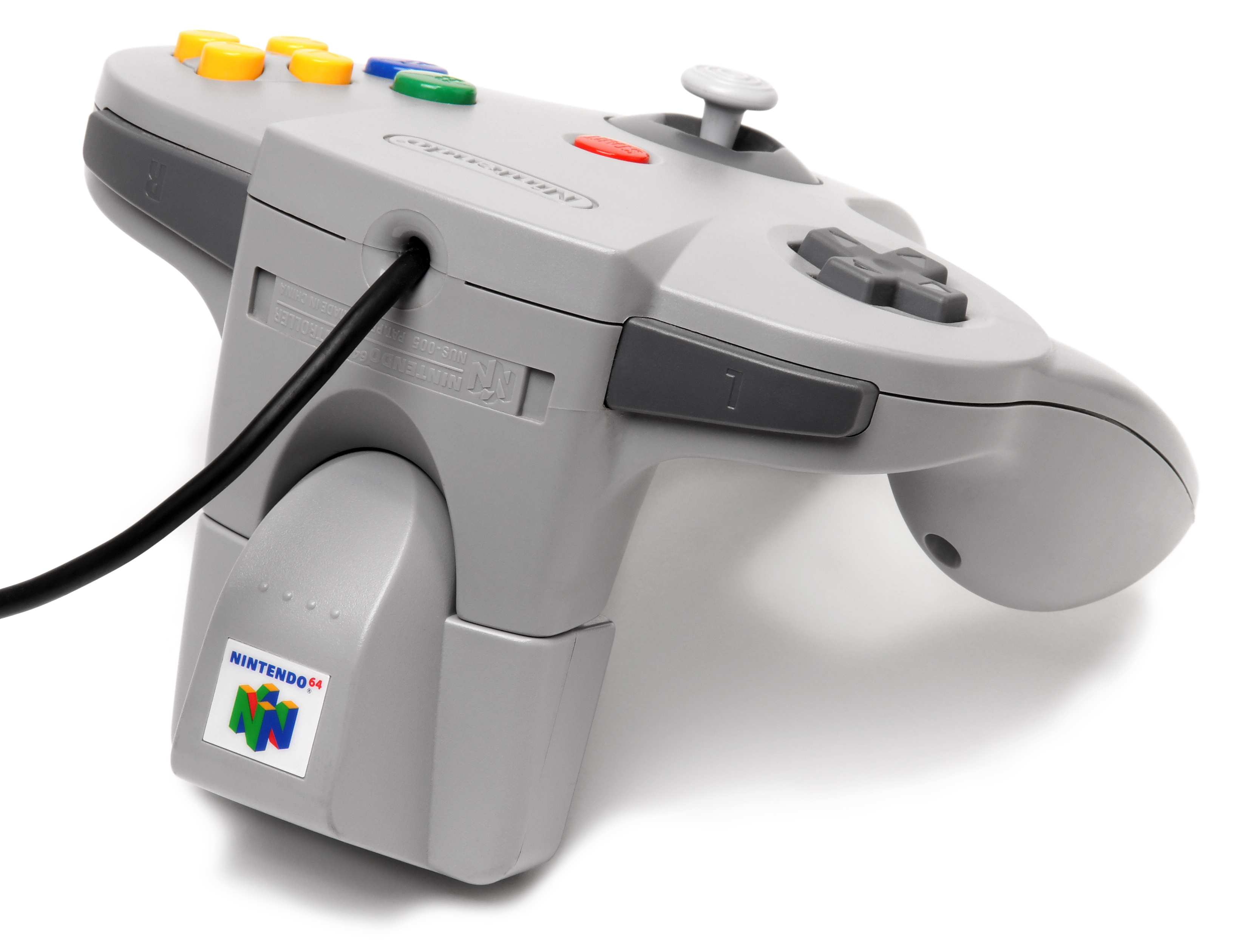
Rumble Pak encastré dans une manette.

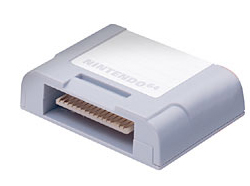
Controller Pak.

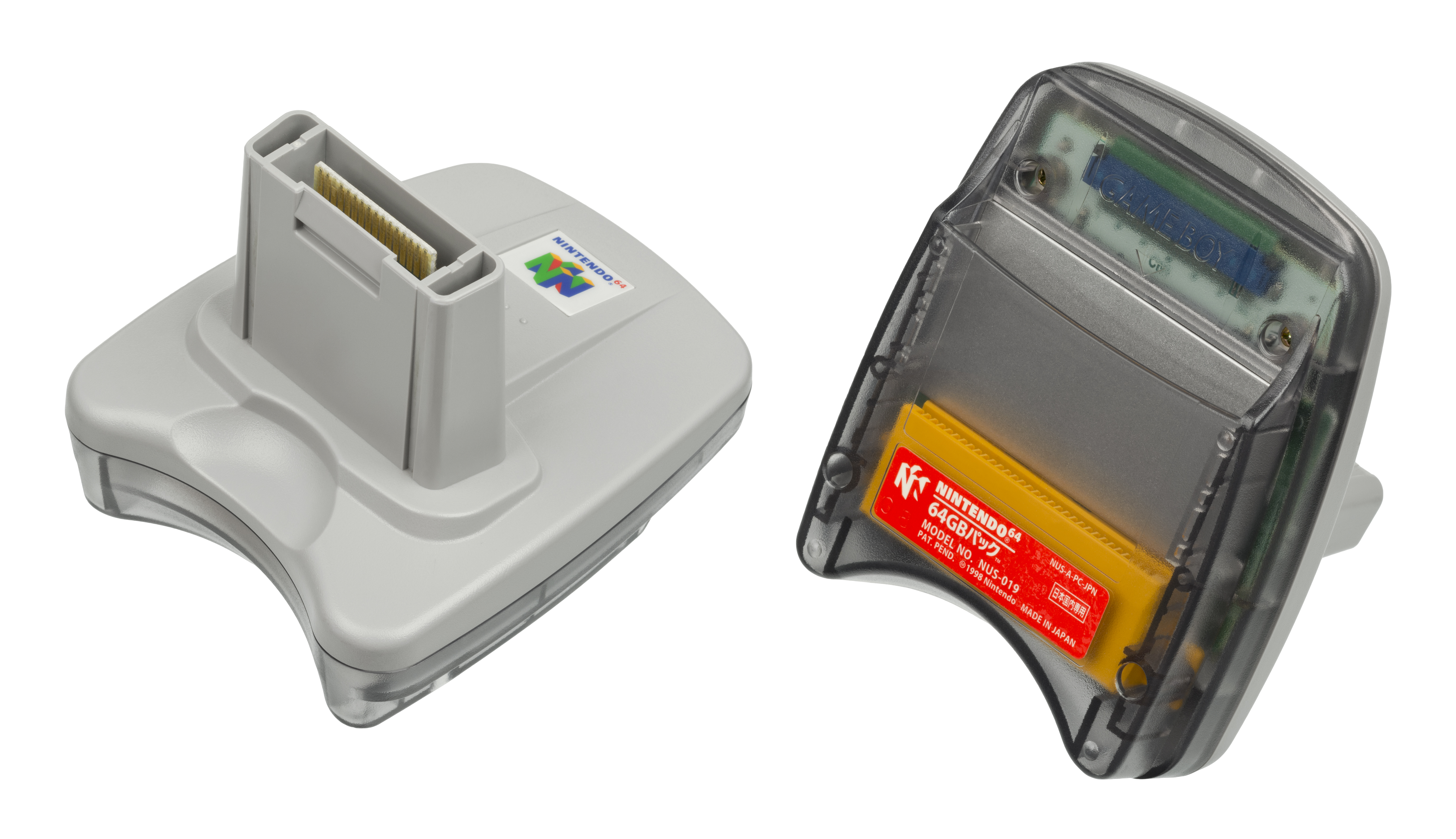
Transfer Pak.

La manette Nintendo 64 présente une forme caractéristique de trident. Elle comporte dix boutons, une croix directionnelle et un stick analogique. Plusieurs accessoires s'encastrent directement dans la manette.

### Rumble Pak
Le Rumble Pak, ou kit vibration, est un objet à encastrer sous la manette qui permet de faire vibrer celle-ci à certains passages du jeu (seulement avec les jeux utilisant cette possibilité).
Le kit vibration fonctionne avec deux piles AAA.
En Europe, le kit vibration était vendu en bundle avec le jeu Lylat Wars ou séparément.

### Controller Pak
Le Controller Pak est une carte mémoire qui s'encastre dans la manette et permet au joueur de sauvegarder sa partie. En effet, bien que la plupart des jeux donnent la possibilité de sauvegarder directement sur la cartouche, certains nécessitent cette carte mémoire. Le Controller Pak permet également aux possesseurs de Nintendo 64 de s'échanger des données, les données sauvegardées sur une cartouche de jeu ne pouvant pas être transférées vers une autre cartouche. 
Afin de réduire les coûts de production, certains éditeurs tiers décidèrent de ne pas intégrer de pile de sauvegarde aux cartouches rendant ainsi indispensable l'utilisation du Controller Pak.
Le Controller Pak de Nintendo dispose de 256 kilobits (32KB) de mémoire SRAM, divisés en 123 "pages" et limités à 16 fichiers de sauvegarde.
Il est possible d'accéder à un gestionnaire des fichiers de sauvegarde en appuyant sur le bouton start lors du lancement d'un jeu compatible avec le Controller Pak.

### Transfer Pak
Le Transfer Pak, appelé 64GB Pak au Japon, permet le transfert de données entre un jeu Nintendo 64 et une cartouche de jeu Game Boy ou Game Boy Color. Il est par exemple possible de transférer des Pokémon d'une version Game Boy vers la version Nintendo 64. Les jeux Pokémon Stadium et Pokémon Stadium 2 permettent également de jouer aux versions Game Boy sur l'écran de télévision.
En Europe, le Transfer Pak était vendu en bundle avec le jeu Pokémon Stadium ou séparément.
| Jeu Nintendo 64                                         | Jeu Game Boy (Color)                                                           |
| ------------------------------------------------------- | ------------------------------------------------------------------------------ |
| Choro Q 64 2: Hachamecha Grand Prix Race (Japon)        | Choro Q Hyper Customizable GB                                                  |
| Jikkyō Powerful Pro Yakyū 6 (Japon)                     | Power Pro Kun Pocket                                                           |
| Jikkyō Powerful Pro Yakyū 2000 (Japon)                  | Power Pro Kun Pocket 2                                                         |
| Mario Artist: Paint Studio (Japon)                      | Game Boy Camera                                                                |
| Mario Artist: Talent Studio (Japon)                     | Game Boy Camera                                                                |
| Mario Golf                                              | Mario Golf                                                                     |
| Mario Tennis                                            | Mario Tennis                                                                   |
| Mickey's Speedway USA                                   | Mickey's Speedway USA                                                          |
| Nushi Tsuri 64 (Japon)                                  | Umi no Nushi Tsuri 2                                                           |
| Nushi Tsuri 64: Shiokaze ni Notte (Japon)               | Kawa no Nushi Tsuri 4                                                          |
| PD Ultraman Battle Collection 64 (Japon)                | Tous les jeux GB                                                               |
| Perfect Dark                                            | Perfect Dark                                                                   |
| Pocket Monsters Stadium (Japon)                         | Pocket Monsters versions Rouge, Verte et Bleue                                 |
| Pokémon Stadium (Pocket Monsters Stadium 2 au Japon)    | Pokémon versions Rouge, Bleue et Jaune                                         |
| Pokémon Stadium 2 (Pocket Monsters Stadium GS au Japon) | Pokémon versions Rouge, Bleue, Jaune, Or, Argent et Cristal                    |
| Puyo Puyo 'N Party (Japon)                              | Pocket Puyo Puyo SUN                                                           |
| Robot Ponkottsu 64: Nanatsu no Umi no Caramel (Japon)   | Robopon Sun, Star, and Moon Versions, Tous les jeux GB                         |
| Super B-Daman: Battle Phoenix 64 (Japon)                | Super B-Daman: Fighting Phoenix                                                |
| Super Robot Wars 64 (Japon)                             | Super Robot Taisen Link Battler                                                |
| Transformers: Beast Wars Transmetals (Japon)            | Kettō Transformers Beast Wars: Beast Senshi Saikyō Ketteisen, tous les jeux GB |

## Console

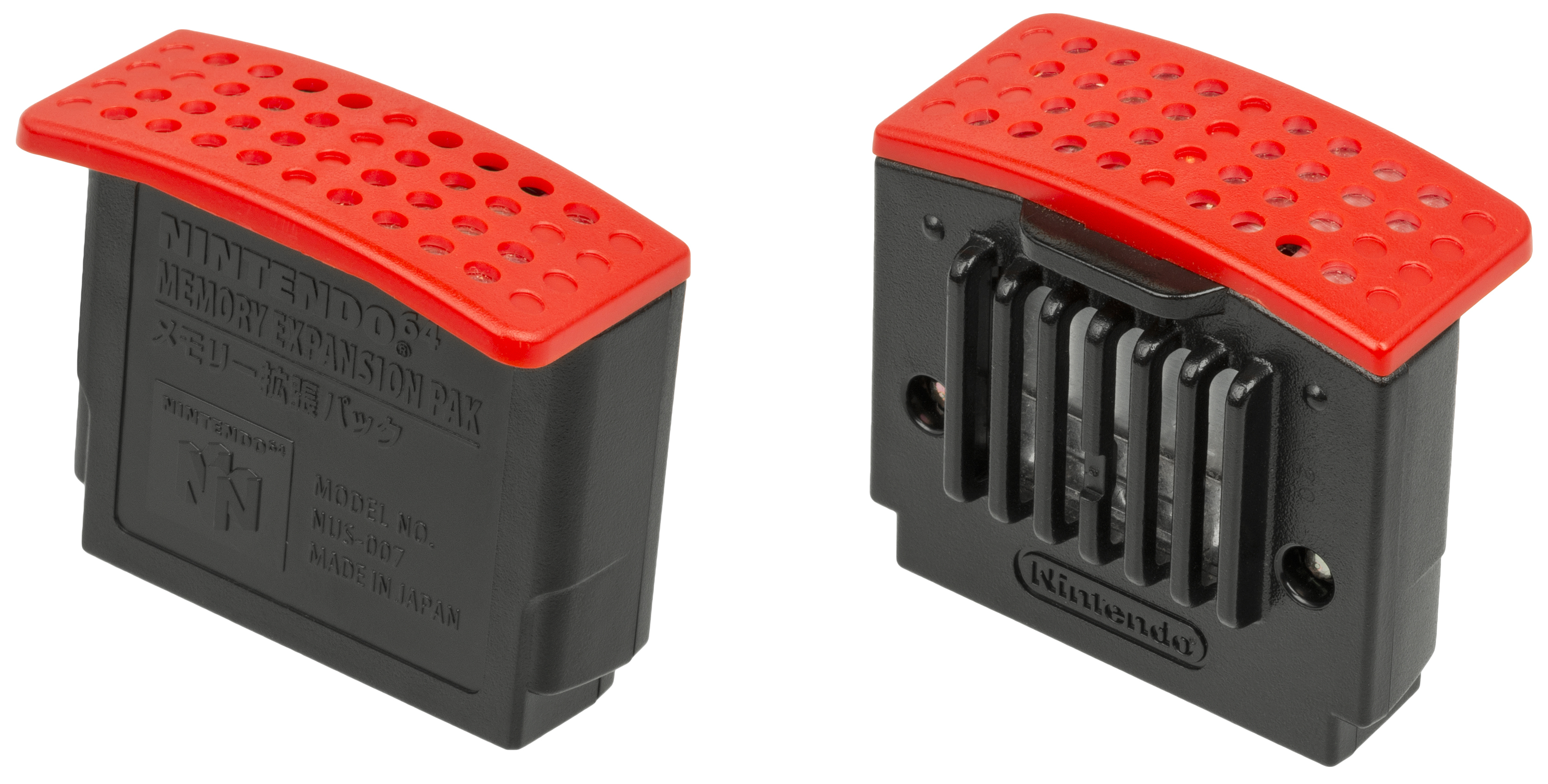
Expansion Pak.

### Expansion Pak
L’Expansion Pak, appelé aussi Ram Pak, est un accessoire à insérer directement dans la console. Créé à l'origine pour faire tourner le 64DD, il augmente la mémoire de la console de 4 Mio à 8 Mio. Il est indispensable pour faire fonctionner certains jeux, soit complètement (comme pour Donkey Kong 64 ou The Legend of Zelda: Majora's Mask), soit partiellement (Perfect Dark). D'autres jeux comme Turok 2: Seeds of Evil ou Star Wars : Rogue Squadron l'utilisent pour améliorer leurs graphismes ou pour permettre un affichage en haute résolution.
En Europe, l'Expansion Pak était vendu en bundle avec le jeu Donkey Kong 64 ou séparément.
| Titre                                        | Utilisation obligatoire ? | Notes |
| -------------------------------------------- | ------------------------- | --- |
| Aidyn Chronicles: The First Mage             | Non                       | Permet d'activer l'affichage en « haute résolution » (512 x 238i).                                                |
| All-Star Baseball 2000                       | Non                       | Replays plus longs                                                                                                |
| All-Star Baseball 2001                       | Non                       | |
| Armorines: Project S.W.A.R.M.                | Non                       | Permet d'activer l'affichage en « haute résolution letterbox » (480 x 238i) ou « haute résolution » (480 x 356i). |
| Army Men: Air Combat                         | Non                       | |
| Army Men: Sarge's Heroes                     | Non                       | Permet d'activer l'affichage en « haute résolution » (512 x 236i).                                                |
| Army Men: Sarge's Heroes 2                   | Non                       | |
| Battlezone: Rise of the Black Dogs           | Non                       | |
| Castlevania: Legacy of Darkness              | Non                       | Permet d'activer l'affichage en « haute résolution » (640 x 356i).                                                |
| Command & Conquer                            | Non                       | Permet d'activer l'affichage en « haute résolution » (640 x 480i).                                                |
| Daikatana                                    | Non                       | Permet d'afficher le jeu en mode haute résolution.                                                                |
| Donkey Kong 64                               | Oui                       | Indispensable pour faire tourner le jeu.                                                                          |
| Duke Nukem: Zero Hour                        | Non                       | Permet d'activer l'affichage en « résolution moyenne » (320 x 448i) ou « haute résolution » (512 x 354i).         |
| Excitebike 64                                | Non                       | Permet d'activer l'affichage en « haute résolution » (640 x 458i).                                                |
| F-1 World Grand Prix II                      | Non                       | Permet de bénéficier de replays complets en fin de courses.                                                       |
| FIFA 99                                      | Non                       | Permet d'afficher le jeu en haute résolution.                                                                     |
| Gauntlet Legends                             | Non                       | Nécessaire pour le mode 4 joueurs.                                                                                |
| Hybrid Heaven                                | Non                       | Permet d'afficher l'affichage en « haute résolution » (640 x 480i)                                                |
| Hydro Thunder                                | Non                       | Nécessaire pour les modes 3 et 4 joueurs.                                                                         |
| Indiana Jones and the Infernal Machine       | Non                       | Permet d'afficher le jeu en haute résolution et l'accès au niveau "Les mines du roi Salomon".                     |
| International Superstar Soccer 2000          | Non                       | Permet d'afficher le jeu en haute résolution.                                                                     |
| International Track & Field 2000             | Non                       | |
| James Bond 007 : Le monde ne suffit pas      | Non                       | Améliore les graphismes.                                                                                          |
| Jeremy McGrath Supercross 2000               | Non                       | |
| Ken Griffey Jr.'s Slugfest                   | Non                       | Permet d'afficher le jeu en haute résolution.                                                                     |
| The Legend of Zelda: Majora's Mask           | Oui                       | Indispensable pour faire tourner le jeu.                                                                          |
| Madden NFL 2000                              | Non                       | |
| Madden NFL 2001                              | Non                       | |
| Madden NFL 2002                              | Non                       | |
| NBA Jam 2000                                 | Non                       | Le logo Expansion Pak est présent uniquement sur la boite de la version PAL.                                      |
| NFL Quarterback Club '99                     | Non                       | |
| NFL Quarterback Club 2000                    | Non                       | |
| Nuclear Strike 64                            | Non                       | |
| Perfect Dark                                 | Oui                       | Indispensable pour le mode solo, le mode coopération et le mode contre-opération.                                 |
| Pokémon Stadium 2                            | Non                       | Permet d'afficher le jeu en haute résolution.                                                                     |
| Quake II                                     | Non                       | Améliore les graphismes.                                                                                          |
| Rayman 2: The Great Escape                   | Non                       | Permet d'activer l'affichage en « haute résolution » (400 x 298i).                                                |
| Re-Volt                                      | Non                       | Permet d'activer l'affichage en « haute résolution » (512 x 238i).                                                |
| Resident Evil 2                              | Non                       | Améliore les textures et la qualités des vidéos.                                                                  |
| Road Rash 64                                 | Non                       | Augmente la fréquence de rafraîchissement.                                                                        |
| Roadsters                                    | Non                       | |
| San Francisco Rush 2049                      | Non                       | Nécessaire pour débloquer certains circuits et certaines musiques.                                                |
| Shadowgate 64: Trials of the Four Towers     | Non                       | |
| Shadow Man                                   | Non                       | Permet d'activer l'affichage en « haute résolution » (480 x 350i).                                                |
| Spider-Man                                   | Non                       | |
| South Park                                   | Non                       | Permet d'afficher le jeu en mode haute résolution.                                                                |
| StarCraft 64                                 | Non                       | Indispensable pour les missions Brood War.                                                                        |
| Star Wars: Battle for Naboo                  | Non                       | Permet d'afficher le jeu en mode haute résolution.                                                                |
| Star Wars: Episode 1 Racer                   | Non                       | Permet d'activer l'affichage en « haute résolution » (320 x 480i).                                                |
| Star Wars: Rogue Squadron                    | Non                       | Permet d'activer l'affichage en « haute résolution » (512 x 442i).                                                |
| Tony Hawk's Pro Skater                       | Non                       | |
| Tony Hawk's Pro Skater 2                     | Non                       | Améliore la fréquence de rafraîchissement.                                                                        |
| Tony Hawk's Pro Skater 3                     | Non                       | |
| Top Gear Hyper Bike                          | Non                       | |
| Top Gear Overdrive                           | Non                       | Permet d'afficher le jeu en mode haute résolution.                                                                |
| Top Gear Rally 2                             | Non                       | |
| Turok 2: Seeds of Evil                       | Non                       | Permet d'activer l'affichage en « haute résolution letterbox » (480 x 238i) ou « haute résolution » (480 x 354i). |
| Turok 3: Shadow of Oblivion                  | Non                       | Permet d'activer l'affichage en « haute résolution » (480 x 336i).                                                |
| Turok: Rage Wars                             | Non                       | Permet d'afficher le jeu en mode haute résolution.                                                                |
| Vigilante 8                                  | Non                       | |
| Vigilante 8: 2nd Offense                     | Non                       | |
| World Driver Championship                    | Non                       | Permet d'afficher le jeu en mode haute résolution.                                                                |
| Xena: Warrior Princess: The Talisman of Fate | Non                       | |

### Nintendo 64DD
Le 64DD est l'extension de la console, comparable au Disk System de la Famicom, au Satellaview de la Super Famicom ou au Mega-CD de la Mega Drive. Il se branche sous la console via le port extension. Sa principale fonction est de lire des disques magnétiques ayant une capacité de stockage plus importante que les cartouches classiques (du moins de première génération) et un cout de production plus faible. Il était également possible, grâce à un modem, de jouer en réseau (un seul jeu exploite cette capacité) et de consulter du courrier électronique. Le 64DD ne sortit qu'au Japon et en faible quantité. Un disque de navigation Internet était fourni avec le 64DD. Une souris et un clavier, facilitant la lecture du courrier électronique, étaient également disponibles.

## Autres accessoires

Bio Sensor.

- Voice Recognition Unit : jamais sorti en Europe, c'est en fait un microphone utilisable avec les jeux Hey You, Pikachu!, Densha de Go! 64 et Mario Artist. Aux États-Unis, le VRU était vendu en bundle avec le jeu Hey You, Pikachu!.

- Bio Sensor : sorti uniquement au Japon et n'est compatible qu'avec le jeu Tetris 64 (jeu sorti dans le monde entier sous le nom The New Tetris, mais dénué du mode de jeu utilisant le Bio Sensor). C'est un accessoire en 2 parties : une partie du format d'une carte mémoire qui s'encastre sous la manette et une autre partie, en forme de pince qui se clip au lob de l'oreille. Il permet de transmettre le pouls au jeu et d'accélérer ou de ralentir la chute des blocs suivant sa rapidité.

- Canne à pêche : sortie uniquement au Japon, cette canne à pêche couplée à une manette n'est compatible qu'avec le jeu Itoi Shigesato no Bass Tsuri No. 1.

- Manette Densha de Go : sortie uniquement au Japon, cette manette reproduit le pupitre de conduite d'un train. Elle a été créée spécialement pour le jeu Densha de Go! 64.

- Cartouche d'acquisition vidéo : sortie uniquement au Japon et compatible avec les jeux Mario Artist, cette cartouche permet de faire communiquer les jeux avec un caméscope, un micro ou un magnétoscope. Au Japon, la cartouche d’acquisition vidéo était vendue en bundle avec le jeu Mario Artist: Talent Studio.

- Tapis de danse : sorti uniquement au Japon, compatible avec le jeu Dance Dance Revolution: Disney Dancing Museum.

- Wide Boy 64:  adaptateur au format cartouche similaire (dans le principe) au Super Game Boy. Il permet de jouer aux jeux Game Boy et Game Boy Color sur un écran de télévision. Cet accessoire, développé par Intelligent Systems, était réservé aux développeurs et à la presse et n'a jamais été commercialisé pour le grand public. Une version compatible avec les jeux Game Boy Advance, nommée AGB Wide Boy, fut également développée.

- Câble N64 - GBC: présenté lors du salon Nintendo Space World en 1999[2], ce câble devait permettre de connecter une Game Boy Color à une Nintendo 64 afin d'échanger des données ou de télécharger des jeux via le 64DD. Le câble n'est finalement jamais sorti et le projet de connexion entre une console portable et une console de salon s'est concrétisé avec la Game Boy Advance et la Nintendo GameCube.

- Doctor V64 : dispositif de développement et de sauvegarde fabriqué par Bung Enterprises Ltd.
- Mister Backup Z64: Dispositif de sauvegarde des jeux sur une disquette ZIP 100MB, ne supporte pas les disquettes de 250MB de capacité. On peut l'utiliser pour insérer dans la cartouche des sauvegardes ou pour jouer directement au jeu à partir de la copie sur disquette, ce qui en faisait un outil de piratage avant tout.